# Juin 1995

## Événements
- 2 juin : 
  - Incident Mrkonjić Grad : un F-16 piloté par le capitaine Scott O'Grady est abattu au-dessus de la Bosnie-Herzégovine lors d'une patrouille de l'OTAN. O'Grady est sauvé par les Marines américains six jours plus tard.
  - Le Hauptsturmführer Waffen-SS Erich Priebke est extradé d'Argentine vers l'Italie.
- 6 juin : l'astronaute américain Norman Thagard bat le record spatial de la NASA d'endurance de 14 jours, 1 heure et 16 minutes, à bord de la station spatiale russe Mir.
- 8 juin : première publication du code source du langage de programmation PHP, alors appelé Personal Home Page Tools
- 11 juin (Formule 1) : Grand Prix automobile du Canada.
- 13 juin : le président français Jacques Chirac annonce la reprise des essais nucléaires en Polynésie française.
- 15 juin : 
  - Lors de son procès, O.J. Simpson enfile une paire de gants sans doute portés par l'assassin de son ex-femme et de son ami Ron Goldman.
  - Tremblement de terre de magnitude 6,2 sur la ville grecque de Aigio, faisant plusieurs morts et des dommages considérables à de nombreux bâtiments.
- 16 juin : le CIO choisit Salt Lake City pour accueillir les Jeux olympiques d'hiver de 2002.
- 17 juin : départ de la soixante-troisième édition des 24 Heures du Mans.
- 18 juin : McLaren-BMW remporte les 24 heures du Mans avec les pilotes Yannick Dalmas, JJ Lehto et Masanori Sekiya.
- 22 juin : la police japonaise sauve les 365 otages d'un All Nippon Airways Flight 857 (Boeing 747-200) détourné à l'aéroport de Hakodate. Le pirate de l'air armé d'un couteau exigeait la libération de Shōkō Asahara.
- 24 juin : l'Afrique du Sud remporte la Coupe du monde de rugby à XV contre la Nouvelle-Zélande.
- 26 juin : Sortie initiale du manga Initial D.
- 29 juin :
  - Lisa Clayton achève sa circumnavigation en solitaire de 10 mois à compter de l'hémisphère Nord.
  - STS-71: La navette spatiale Atlantis s'arrime à la station spatiale russe Mir pour la première fois.
  - L'effondrement du grand magasin Sampoong dans le district Seocho-gu de Séoul, Corée du Sud, tue 501 personnes et en blesse 937.

## Naissances en juin 1995
- 1er juin : Ami Maeda, chanteuse japonaise.
- 5 juin : Troye Sivan, chanteur, acteur australo-sud-africain.
- 11 juin : Tems, chanteuse nigériane.
- 18 juin : Habib Diallo, Footballeur international sénégalais.
- 19 juin : 
  - Blake Woodruff, acteur américain.
  - Maxime Kouzminov, ancien pilote russe ayant fait défection († 13 février 2024).
- 27 juin : HowToBasic, humoriste australienne.

## Décès en juin 1995
- 2 juin : Sione Latukefu, historien tongien.
- 3 juin : Jean-Patrick Manchette, écrivain, scénariste et traducteur français.
- 5 juin : Trevor N. Dupuy, historien militaire américains.
- 12 juin : Arturo Benedetti Michelangeli, pianiste italien.
- 14 juin :
  - Rory Gallagher, guitariste et chanteur de blues.
  - Roger Zelazny, auteur américain de roman fantastiques et de science-fiction.
  - « El Estudiante » (Luis Gómez Calleja), matador espagnol (° 19 février 1911).
- 16 juin : Bettye Washington Greene, chimiste afro-américaine (° 20 mars 1935).
- 20 juin : Emil Cioran, philosophe et écrivain roumain.
- 22 juin : Yves Congar, cardinal, dominicain et théologien français (° 8 avril 1904).
- 29 juin : Lana Turner, actrice américaine (° 1921).
- 30 juin : Gale Gordon, acteur américain (° 20 février 1906).